# Paradinas de San Juan (kommun)
Paradinas de San Juan är en kommun i Spanien.   Den ligger i provinsen Provincia de Salamanca och regionen Kastilien och Leon, i den centrala delen av landet, 140 km väster om huvudstaden Madrid. Antalet invånare är 452.